# Gianni Celati

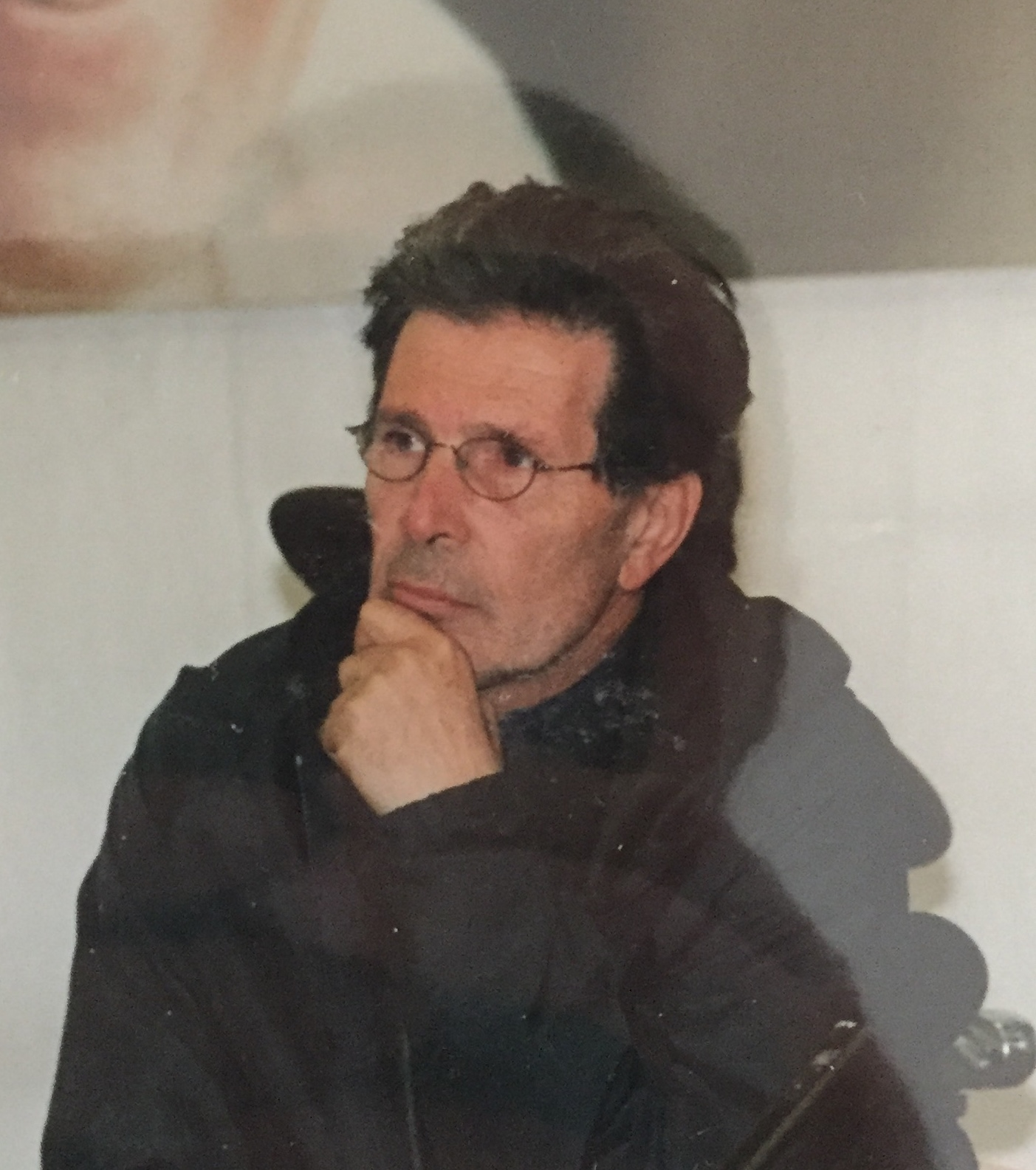
Gianni Celati (2001)

Gianni Celati (* 10. Januar 1937 in Sondrio; † 2. oder 3. Januar 2022 in Brighton) war ein italienischer Schriftsteller und Übersetzer. Er lebte im südenglischen Brighton und in Bologna.

## Leben
Celati promovierte im Anschluss an das Studium der Anglistik an der Universität in Bologna mit einer Dissertation über James Joyce. Italo Calvino, Lektor des Einaudi Verlags, war von einer kürzeren Publikation Celatis dermaßen angetan, dass er ab 1971 mehrere seiner Romane veröffentlichte. 1975 wurde Celati Dozent für Englische und Amerikanische Literatur an der Universität von Bologna. Bereits 1980 verabschiedete er sich endgültig vom Wissenschaftsbetrieb, um sich dem Schreiben und der Filmarbeit zuzuwenden. 
Celati hat zahlreiche Autoren ins Italienische übersetzt, etwa Jonathan Swift, Mark Twain, Roland Barthes und den Roman Ulysses von James Joyce. Für seine dichten und phantastischen Erzählungen nahm er sich stets Jahre Zeit. Er thematisierte vorzugsweise moderne Lebensbedingungen und wählt insbesondere „Querdenker“, Lebenskünstler und Vagabunden als Protagonisten seiner Geschichten.

## Werke (Auswahl)
- Erzähler der Ebenen (Narratori delle pianure, 1984). Aus dem Italienischen von Marianne Schneider. Verlag Klaus Wagenbach, Berlin 1997
- Der wahre Schein. Vier lange Geschichten  (Quattro novelle sulle apparenze, 1987). Aus dem Italienischen von Marianne Schneider. Verlag Klaus Wagenbach, Berlin 1988; Fischer-Taschenbuch-Verlag, Frankfurt am Main 1994
- Landauswärts (Verso la foce, 1989). Aus dem Italienischen von Marianne Schneider. Suhrkamp, Frankfurt am Main 1993
- Mondphasen im Paradies (Lunario del paradiso, 1996). Aus dem Italienischen von Marianne Schneider. Suhrkamp, Frankfurt am Main 1999
- Cinema Naturale (Cinema naturale, 2001). Aus dem Italienischen von Marianne Schneider. Verlag Klaus Wagenbach, Berlin 2001
- Fata Morgana (Fata Morgana, 2005). Aus dem Italienischen von Marianne Schneider. Verlag Klaus Wagenbach, Berlin 2006
- Was für ein Leben! Episoden aus dem Alltag der Italiener (Costumi degli italiani, 2008). Aus dem Italienischen von Marianne Schneider. Verlag Klaus Wagenbach, Berlin 2008
- Die wilden Reisen des Otero Aloysio. Roman. Übersetzung Marianne Schneider. Verlag Klaus Wagenbach, Berlin 2013